# Bodosi Dániel
Bodosi Dániel (Barót, 1913. július 27. – Barót, 2006. augusztus 30.) romániai magyar festő.

## Életrajza
1913-ban, egy hétgyermekes parasztcsaládban született az erdővidéki Baróton. Édesapja Bodosi Dániel, édesanyja Sass Anna. Testvérei: Mihály atléta, sebész főorvos, Antal ferencesrendi szerzetes.
Középiskoláit szülővárosában, felsőfokú képzőművészet tanulmányait pedig (1941-1944 között) a Budapesti Képzőművészeti Főiskolán Rudnay Gyula tanítványaként végezte. Ez idő alatt részt vett budapesti csoportkiállításon és dolgozott Nagybánya, Pécs, Esztergom művésztelepein.
1944-ben tért haza Barótra. A 40-es, 50-es években plakátokat és díszleteket tervez színházak és művelődési házak részére.
Képei vannak a sepsiszentgyörgyi Székely Nemzeti Múzeumban, a bajai Rudnay kiállításon, a zirci önkormányzatnál, a székelyudvarhelyi múzeumban, a bukaresti Petőfi Házban, szülővárosában a Baróti Szabó Dávid Líceumban, továbbá más köz- és magángyűjteményekben.
Tagja volt a Művészek Rudnay Gyula Baráti Emléktársaságának.
Példaképe Nagy Imre festőművész volt.
A Kossuth Lajos utcai szülőház falán, 2009-ben egy Szabó Imre által készített emléktábla van elhelyezve. 2007-ben jelent meg a lánya, Darvas Annamária tanárnő által összeállított, az édesapja több évtizedes munkásságát bemutató, Bodosi Dániel című album. 2009-ben pedig a baróti Gaál Mózes Közművelődési Egyesület jelentette meg A baróti Bodosi fivérek: Mihály, Dániel és Antal címet viselő kiadványt. 2013-ban készült el Banner Zoltán Bodosi Dániel című munkája, az első nagy elemzés életéről, helyéről az erdélyi művészetben.
2012-ben a XX. Erdővidéki Közművelődési Napok alkalmával a baróti művelődési ház kistermét Bodosi Dániel festőművészről nevezték el. 2013-ban a Barót Napok keretein belül leplezték le a művész emlékére állított kopjafát a Baróti Szabó Dávid középiskolában.

## Művészete
Banner Zoltán szerint "Bodosi Dániel a székely festőiskola második nemzedékén belül egyedülálló ellentmondás képviselője és feloldója. Miközben talán a legkövetkezetesebben ragaszkodik egy tájegység természeti, társadalmi és kulturális valóságához, ő jutott legmesszebb e földhöz tapadt paraszti lét jelenségeinek felnagyításában, átértelmezésében ... Előkészítette s majd bekapcsolódott a nála 25–30 évvel fiatalabb harmadik székely nemzedék küldetésébe, amelynek legkiválóbb képviselői közül például Márton Árpád vagy Plugor Sándor ezt a látványalapú, valóságelvű modern székelyföldi festészetet ugyanúgy alkalmassá tették a múlt terheinek a hordozására s értékeinek átmentésére, akárcsak Bodosi." 
Vécsi Nagy Zoltán szerint  "Bodosi Dániel azon kevesek közé tartozott, akinek művészetén keresztül megnyilatkozó lelkisége egy volt a székelységével. A székely ember legnemesebb erényeit hordozta személyiségében: a szorgalomban kiteljesedett munkaerőt, az önerőből felemelkedő intellektus körültekintő bölcsességét..."

## Kiállításai
1968-tól festményeivel rendszeresen részt vesz a Kovászna megyében és azon kívül szervezett csoportkiállításokon.
A számos baróti egyéni tárlaton kívül az alábbi helyszíneken is volt egyéni kiállítása:
- Sepsiszentgyörgy - 1973
- Székelyudvarhely - 1974
- Uzonkafürdő - 1980
- Kolozsvár - 1983 - Korunk Galéria
- Bukarest - 1983 - Petőfi Ház

Emlékkiállításai voltak:
- Bajor Ágost Művelődési Ház és Kultúrmozgó -  Esztergom, 2009 [12]
- Reménység Háza, Brassó, 2013[13]
- Erdővidék Múzeuma - Barót, 2013[14]
- Művelődési Ház - Székelyudvarhely, 2014
- Erdélyi Művészeti Központ - Sepsiszentgyörgy, 2015 [15]
- Magyarország Főkonzulátusa - Csíkszereda, 2015
- Györkös Mányi Albert Emlékház - Kolozsvár, 2016 [16]
- Erdővidék Múzeuma - Barót, 2020 [17]
- Művelődési Ház - Barót, 2022 [18]
- Ars Sacra Fesztivál - Budapest, 2022 [19]

## Díjak, kitüntetések
- 1994-ben Barót díszpolgárává avatják.[2]
- Erdővidék Kultúrájáért Díj - 2005[20]
- Pro Comitatu Covasnae Díj - 2006[20]
- Szakmai díj, Zirc - 2014[21]